# Малець Ганна В'ячеславівна
Малець Ганна В'ячеславівна (*6 квітня 1976, Київ) — українська перекладачка. Перекладає переважно з французької. Член Національної Спілки письменників України з 2004 року. Лауреат премії Григорія Сковороди.

## Біографія
Ганна Малець народилася 6 квітня 1976 року в Києві. Закінчила філологічний факультет Київського державного університету імені Т. Г. Шевченка. Працює перекладачем переважно для видавництва «Пульсари». Переклала з французької твори Наталі Саррот, Марселя Еме, Мішеля Бютора, Марселя Паньоля, Франсуази Малле-Жоріс, Патріка Модіано. У 2004 році «Спеціальним заохоченням» журі премії Сковороди було відзначено її переклад книги Мішеля Бютора «Переміна» («Пульсари», Київ). У 2007 році Галина Малець була відзначена Премією Сковороди за найкращий переклад з французької за переклад книги «Атласний черевичок» Поля Клоделя («Кайрос», Київ), а в 2009 році була удостоєна особливої відзнаки журі тієї самої премії за переклад книги «Характери» Жана де Лабрюєра (Пульсари, 2009). У 2011 році також була удостоєна спеціальної відзнаки Премії Сковороди за переклад книги Ірен Неміровської «Вино самотності», вид. Пульсари (Київ).